# Kalbsrücken
Der Kalbsrücken ist ein Teilstück vom geschlachteten Kalb des Hausrindes. Die Teilung in Bruststück und Rücken wird je nach Schnittstil z. B. zwischen dem 4. und 5. Wirbel, zwischen dem 5. und 6. Wirbel oder zwischen der 6. und 7. Rippe vorgenommen. Die Bezeichnung ist beispielsweise bei DLG Kalbskotelett und bei sonstiger handelsüblicher Schnittführung Kalbsrücken.
Der längs gespaltene Kalbsrücken ergibt zwei Karrees (Kotelettstränge). Er kann ausgelöst als Kalbsbraten ohne Knochen oder im Ganzen (gespalten oder ungespalten) mit den Knochen zubereitet werden. Ausgelöst ergibt das Rückenstück zusammen mit Filet und Niere den Kalbsnierenbraten.
In Deutschland bezeichnet man mit Kalbsrücken das Kotelettstück unterhalb des 4. Brustwirbels bis zu den Lendenwirbeln (5. bzw. 6.) je nach Schnittführung in weiter zerlegt werden: Kammstück, mittig das Rippen- bzw. Kotelettstück und hinten das Nieren- bzw. Sattelstück.
In einigen Ländern wird der Kalbsrücken in obere und untere Teile getrennt: beispielsweise in Österreich und der Schweiz bezeichnet man den oberen Teil als Karree und den dahinter liegenden Teil als Nierenbraten, in den USA bilden die veal ribs das Vorderteil des Rückens, auch veal rack genannt (deutsch: Kalbsrippen bzw. -gestell), der hintere Teil heißt veal loin (Lendenstück), auch veal hotel rack (gespalten oder ungespalten). Wird der Rücken nicht längs zerteilt, nennt man das hintere Stück Kalbssattel.
Der Kalbsrücken wird nicht gehäutet, nur die Sehnen vom Rückgratknochen gelöst. Es werden die Nieren und der Kalbslungenbraten ausgelöst. Die langen Rippen werden unter den Rückenfilets abgehackt, dass sie nur noch knapp unter dem Fleisch vorschauen.
Traditionell besteht der Kalbsrücken aus sieben Rippen, kann aber auch nur aus drei Rippen bestehen oder z. B. in den USA als Sechsrippenstück erworben werden. Einige US-Hersteller haben sich der Tradition widersetzt und verkaufen jetzt Racks mit acht oder sogar neun Rippen.